# Dragones de Ciudad Trujillo
Los Dragones de Ciudad Trujillo fue un Dream Team dominicano formado en 1937 bajo el auspicio del entonces dictador Rafael Trujillo. El equipo se debió, a una fusión de los Tigres del Licey y los Leones del Escogido. El equipo representó a Santo Domingo en el campeonato que duró desde el 28 de marzo al 11 de julio de ese año, resultando campeón del mismo.

## Campeonato
En 1937, Rafael Leónidas Trujillo quien buscaba la reelección presidencial, ideó un "equipo especial" para el campeonato a celebrarse ese año. Propuso reclutar los mejores beisbolistas de los dos equipos de Santo Domingo para fusionarlo en uno, en representación de la ciudad.
Trujillo envió a José Enrique Aybar con una misiva a las Ligas Negras para contratar al lanzador Satchel Paige, quien además lo ayudaría a organizar el equipo. De un presupuesto total de 30 000 dólares, a Paige se le pagó 6,000, y el resto para los demás beisbolistas, todos provenientes del equipo Pittsburgh Crawfords. 
El equipo fue denominado Dragones de Ciudad Trujillo en honor al dictador, además contó con una inversión sobre los 50,000 dólares. 
El equipo ganó el campeonato con un récord de 18-13, seguido de las Águilas Cibaeñas 13-15, mientras que las Estrellas Orientales quedaron en último lugar con 11-14. Josh Gibson tuvo un promedio de bateo de 0.453 (con 21 carreras impulsadas). Silvio García bateó 38 hits en 128 turnos al bate, incluyendo 14 dobles. Martín Dihigo y Santos Amaro de las Águilas Cibaeñas, cada uno conectó cuatro jonrones.
El equipo estaba dirigido por Lázaro Salazar y consiguió el título nacional, al derrotar al recién creado equipo Águilas Cibaeñas.

## Beisbolistas
El roster del equipo estuvo conformado de los mejores beisbolistas estadounidenses y latinoamericanos, entre ellos:
- Antonio "Tony" Castaño
- Cool Papa Bell
- Cy Perkins
- Enrique Lantigua
- Francisco "Cuco" Correa
- Harry Williams
- Herman Andrews
- Huesito Vargas
- Josh Gibson
- Lázaro Salazar
- Leroy Matlock
- Miguel Solís
- Pedro Cepeda ("Perucho")
- Rafael Quintana
- Robert Griffin
- Rodolfo Fernández
- Sam Bankhead
- Satchel Paige
- Silvio García

## Trivia
- El torneo formaba parte del proselitismo político de Trujillo quien buscaba captar simpatía a través del mismo para reelegirse.
- Después del torneo, la liga entró en crisis cuando los beisbolistas extranjeros regresaron a sus países de origen. La liga se mantendría latente durante los próximos catorce años, debido a las grandes sumas de dinero invertida por Trujillo y los otros dos equipo competidores.
- El equipo estaba formado por beisbolistas procedentes de Estados Unidos, Cuba, Puerto Rico y República Dominicana